# FIBA 3×3 World Tour
FIBA 3×3 World Tour is een internationale reeks van basketbaltoernooien voor 3×3-ploegen die steden vertegenwoordigen. Het evenement wordt sinds 2012 georganiseerd door de FIBA.

## Geschiedenis
De World Tour werd in 2012 opgericht om aan de vraag te voldoen van het steeds populairder worden van 3×3-basketbal op internationaal niveau. Voor 2012 bestonden er al veel wedstrijden maar deze werden onafhankelijk van elkaar georganiseerd. De World Tour bestaat uit een variërend aantal toernooien waarop punten kunnen gescoord worden waarmee de ploegen zich dan kunnen kwalificeren voor de finale. Door kwalificatie in kleinere toernooien kan deelname aan de World Tour-wedstrijden afgedwongen worden. Hierdoor is er geen vast aantal van clubs. Per Master kunnen er twaalf ploegen deelnemen die aan de kwalificatievoorwaarden voldeden. Sinds 2019 vormen de Challengers samen met de Masters de FIBA 3x3 Pro Series. De drie verschillende Quests (Lite Quest, Quest, Super Quest) vormen samen de Pro Qualifiers.

## Verschillende soorten toernooien
- Master: Een 3×3-competitie gespeeld door 12 ploegen en geldt als het hoogst in aanzien.
- WT Qualifier: Een 3×3-competitie die georganiseerd wordt door een FIBA-erkende organisator en die ten minste 1 team kwalificeert voor 1 WT Masters.
- Challenger: Een premium WT Qualifier bestaat uit één op zichzelf staand, internationaal toernooi met prijzengeld, dat over het algemeen beperkt is tot 16 mannelijke teams (invitationeel of via kwalificatie).
- Quests
  - Lite Quest: Een 3×3-competitie die deel uitmaakt van het FIBA 3×3-competitienetwerk en die, indien geselecteerd door de FIBA, kan dienen als kwalificatie voor een Challenger.
  - Quest: Een 3×3-competitie die deel uitmaakt van het FIBA 3×3-competitienetwerk en competitie bestaande uit ten minste drie onderling samenhangende toernooien met (in principe) minimaal 150 deelnemende teams in alle categorieën en toernooien en met open inschrijvingsregels of een competitie die een specifiek reglement volgt en gemiddeld per toernooi een prijzengeld van ten minste een Super Quest heeft.
  - Super Quest: Een internationaal, op zichzelf staand toernooi van invitationale aard gespeeld tussen de laatste WT Masters van een seizoen en de (verwachte) eerste WT Masters van het volgende seizoen, volgens een specifiek reglement en met deelname van teams uit ten minste 3 verschillende landen en een Challenger-achtige run-down. Super Quest zal 2 teams kwalificeren voor een WT Masters (daarvan ten minste 1 voor de WT Masters hoofdtoernooi).

## Opzet
Elke World Tour bestaat uit een aantal Masters waarop ploegen punten kunnen scoren, de top tien op het einde van het seizoen speelt in de Finals op het einde van het seizoen voor de titel. Er zijn vier manieren hoe ploegen zich kunnen kwalificeren voor deelname aan een Master:
- Win een World Tour Qualifier (Dit zijn de Challengers en (Super)Quests).
- Wees bij de beste 8 ploegen aan het begin van het seizoen geeft recht op 1 of meerdere masters deelname.
- Wees bij de top 20 aan de start van het seizoen dit geeft je ploeg de kans om een startbewijs te krijgen als er vacante plaatsen zijn.
- Krijg een wildcard vanuit de organisatie.

## Resultaten finales
| Jaar | Gaststad   | Winnaar           | Tweede            | Derde           |
| ---- | ---------- | ----------------- | ----------------- | --------------- |
| 2012 | Miami      | San Juan          | Split             | Edmonton        |
| 2013 | Istanboel  | Brezovica         | Novi Sad          | Caracas         |
| 2014 | Sendai     | Novi Sad          | Saskatoon         | Kranj           |
| 2015 | Abu Dhabi  | Novi Sad Al-Wahda | Kranj             | New York Harlem |
| 2016 | Abu Dhabi  | Ljubljana         | Hamamatsu         | Caguas          |
| 2017 | Peking     | Zemun             | Novi Sad Al-Wahda | Piran           |
| 2018 | Peking     | Novi Sad Al-Wahda | Riga              | Amsterdam       |
| 2019 | Utsunomiya | Novi Sad          | Princeton         | Riga            |
| 2020 | Jeddah     | Riga              | Liman             | Utena           |
| 2021 | Jeddah     | Liman             | Gagarin           | Amsterdam       |
| 2022 | Abu Dhabi  | Ub                | Vienna            | Amsterdam       |
| 2023 | Jeddah     | Ub                | Amsterdam         | Team Antwerp    |
| 2024 | Hongkong   | Amsterdam         | Paris             | Team Riffa      |
| 2025 |            |                   |                   |                 |

## Prijzen
Most Valuable Player
- 2015:  Dušan Bulut
- 2016:  Jasmin Hercegovac
- 2017:  Stefan Stojačić
- 2018:  Dušan Bulut
- 2019:  Dominique Victor Jones
- 2020:  Nauris Miezis
- 2021:  Mihailo Vasić
- 2022:  Strahinja Stojacic
- 2023:  Strahinja Stojacic
- 2024:  Worthy de Jong

Most Spectacular Player
- 2015:  Terrence Romeo
- 2016:  Dušan Bulut
- 2017:  Michael Linklater
- 2018:  Dušan Bulut
- 2019:  Dušan Bulut
- 2020:  Ignas Vaitkus
- 2021:  Strahinja Stojacic
- 2022:  Anand Ariunbold
- 2023:  Worthy de Jong

Dunk Contest
- 2012:  Rafał Lipiński
- 2013:  Rafał Lipiński
- 2014:  Rafał Lipiński
- 2015:  Rafał Lipiński
- 2016:  Vladym Piddoebtsjenko
- 2017:  Rafał Lipiński
- 2018:  Vladym Piddoebtsjenko
- 2019:  Isaiah Rivera
- 2020:  Piotr Grabowski
- 2021:  Piotr Grabowski
- 2022:  Piotr Grabowski

Shoot-out
- 2012:  Angel Santana
- 2013:  Fandi Andika Ramadhani
- 2014:  Dejan Majstorović
- 2015:  Derek Griffin
- 2016:  Marcin Chudy
- 2017:  Steve Sir
- 2018:  Kiran Shastri
- 2019:  Edgars Krūmiņš
- 2020:  Stefan Kojic
- 2021:  Edgars Krūmiņš
- 2022:  Arvin Slagter